# Haslum HK
L'Haslum Handball Klubb è una squadra di pallamano maschile norvegese, con sede a Bærum.
È stata fondata nel 1986.